# Dalbergia hainanensis
Dalbergia hainanensis är en ärtväxtart som beskrevs av Elmer Drew Merrill och Woon Young Chun. Dalbergia hainanensis ingår i släktet Dalbergia, och familjen ärtväxter. Inga underarter finns listade i Catalogue of Life.